# Chyliza enthea
Chyliza enthea är en tvåvingeart som beskrevs av Giglio-tos 1892. Chyliza enthea ingår i släktet Chyliza och familjen rotflugor. Inga underarter finns listade i Catalogue of Life.